# Rewind (1971-1984)
Rewind (1971-1984) es un álbum recopilatorio de The Rolling Stones y fue lanzado en 1984. Viniendo tan sólo tres años después de Sucking in the Seventies, el álbum fue compilado principalmente para marcar el final de la alianza mundial de la banda con EMI y Warner Music (en América del Norte), ambos eran los distribuidores de los álbumes de Rolling Stones Records. 

## Grabación y lanzamiento
En julio de 1983, antes del lanzamiento de Undercover, los Stones firmaron un contrato multimillonario con CBS Records el cual decía que el primer álbum debía presentarse en 1986. Es el segundo álbum de los Rolling Stones en incluir las letras en el bootlek (desde Some Girls de 1978)
Por primera vez desde Through the Past, Darkly (Big Hits Vol. 2) de 1969, las listas de canciones en las ediciones para Reino Unido y EUA de Rewind (1971-1984) eran alteradas en cada entrega, lo que reflejaba los diversos gustos de ambos territorios.
Lanzado en el verano de 1984, Rewind (1971-1984) no fue tan exitoso como las compilaciones anteriores (debido, en gran parte, a las repeticiones de pistas recientemente publicadas), alcanzó el puesto 23 en el Reino Unido y 86 en los Estados Unidos, a pesar de que fue disco de oro allí. El álbum fue reeditado en CD en los Estados Unidos y agregó "It's Only Rock 'n' Roll (But I Like It)" y "Doo Doo Doo Doo Doo (Heartbreaker)".
Un compilado de los videoclips de la banda fue lanzado el 14 de noviembre de 1984 con el nombre de Video Rewind.
Como Las compilaciones posteriores Jump Back: The Best of The Rolling Stones (1993) y Forty Licks (2002) lo reemplazaron claramente, Rewind (1971-1984) está ahora fuera de catálogo.

## Lista de canciones
- Todas las canciones compuestas por Mick Jagger / Keith Richards

### Versión Inglesa
1. "Brown Sugar" – 3:49
2. "Undercover of the Night" – 4:32
3. "Start Me Up" – 3:31
4. "Tumbling Dice" – 3:37
5. "It's Only Rock 'n' Roll (But I Like It) " – 5:07
6. "She's So Cold" – 4:11
7. "Miss You" – 4:48
8. "Beast of Burden" – 4:27
9. "Fool to Cry" – 5:06
10. "Waiting on a Friend" – 4:34
11. "Angie" – 4:31
12. "Respectable" – 3:07

- En el relanzamiento en CD de 1986 "Hang Fire" remplazó a "She's So Cold". "Emotional Rescue" y "Doo Doo Doo Doo Doo (Heartbreaker)" fueron agregadas.

### Versión Americana
1. "Miss You" – 4:48
2. "Brown Sugar" – 3:49
3. "Undercover of the Night" – 4:31
4. "Start Me Up" – 3:31
5. "Tumbling Dice" – 3:37
6. "Hang Fire" – 2:21
7. "Emotional Rescue" – 5:40
8. "Beast of Burden" – 4:27
9. "Fool to Cry" – 5:05
10. "Waiting On a Friend" – 4:34
11. "Angie" – 4:31
12. "It's Only Rock'n Roll (But I Like It)"
13. "Doo Doo Doo Doo Doo (Heartbreaker)"

- Los últimos dos tracks fueron incluidos en el relanzamiento en CD de 1986